# Aitana Sánchez-Gijón

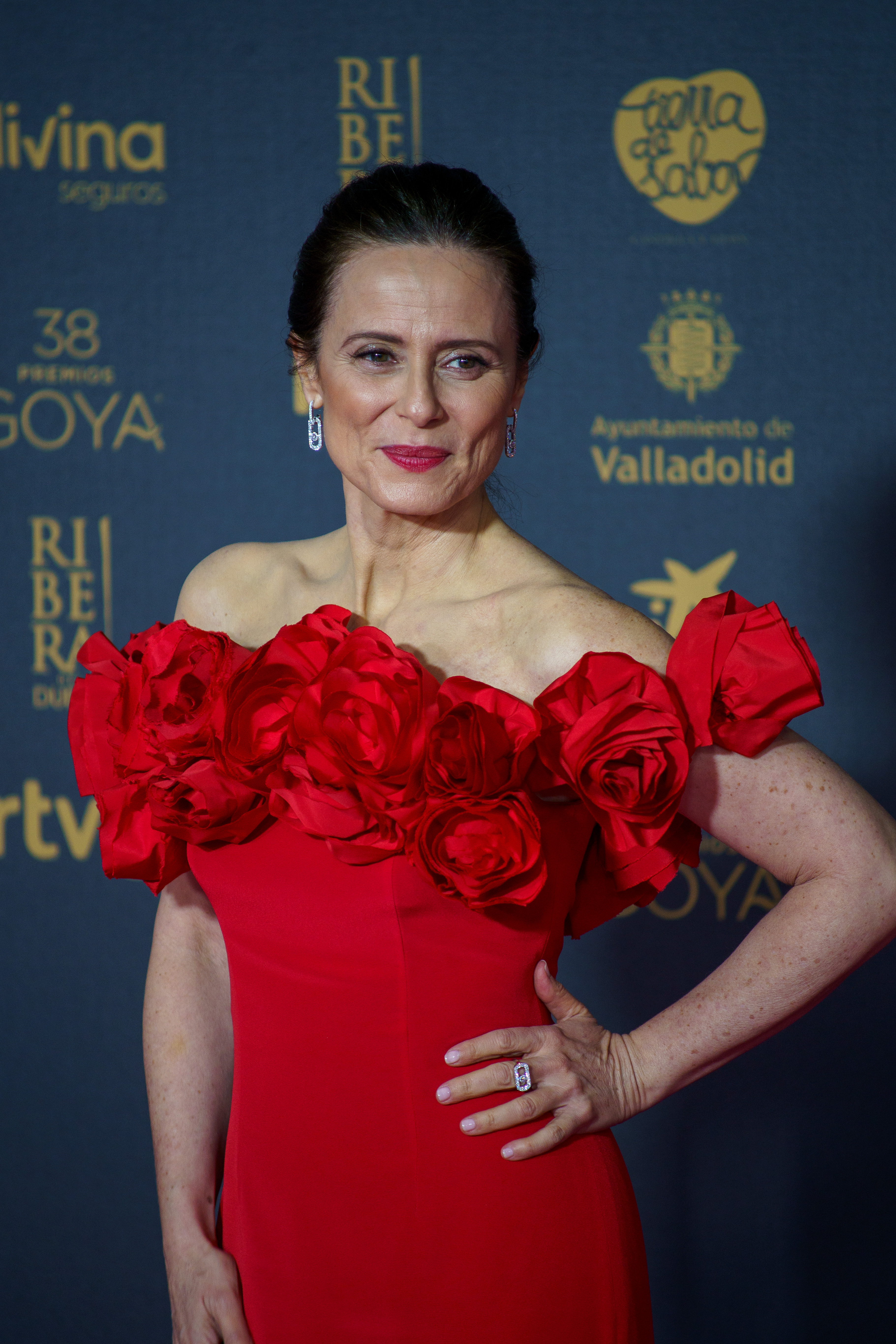
Aitana Sánchez-Gijón bei der Goya-Verleihung 2024

Aitana Sánchez-Gijón (* 5. November 1968 in Rom, Italien) ist eine spanisch-italienische Schauspielerin.

## Leben
Aitana Sánchez-Gijón wurde 1968 als Tochter der italienischen Dozentin Fiorella de Angelis und des spanischen Geschichtsdozenten Ángel Sánchez-Gijón in Rom geboren, wo dieser während des Franco-Regimes im Exil lebte. Sie ist nach der Tochter des spanischen Dichters Rafael Alberti benannt, der sich seinerzeit ebenfalls in Rom im Exil befand und mit ihrem Vater befreundet war. Als sie ein Jahr alt war, zogen ihre Eltern mit ihr nach Madrid. Sie wuchs dort im Kreis von Intellektuellen auf und verbrachte die Sommer im Dorf ihrer Mutter an der Küste der Abruzzen.
Im Jahr 1986 stand Sánchez-Gijón erstmals als Schauspielerin vor der Filmkamera. In Spanien ist sie vor allem für ihre Komödien bekannt, wohingegen sie international vor allem mit dramatischen Filmen auf sich aufmerksam machte. 1995 spielte sie beispielsweise in Alfonso Araus Filmdrama Dem Himmel so nah die schwangere und verlassene Tochter eines Weinbauern, die einen von Keanu Reeves gespielten Vertreter kennenlernt und sich schließlich in ihn verliebt. Daneben wurde sie auch in Filmen von Manuel Gómez Pereira oder Bigas Luna besetzt. 1999 erhielt sie auf dem Festival Internacional de Cine de San Sebastián die Silberne Muschel für ihre Darbietung als Herzogin von Alba in Lunas Literaturverfilmung Volavérunt. Des Weiteren wurde sie im gleichen Jahr zur Präsidentin der Spanischen Filmakademie ernannt. Im Jahr 2025 wurde ihr der Ehren-Goya zuteil.

## Filmografie (Auswahl)
- 1987: Casanova (Fernsehfilm)
- 1988: Jarrapellejos
- 1990: The Monk
- 1991: La huella del crimen (Fernsehserie, eine Folge)
- 1992: El marido perfecto
- 1993: Havanera 1820
- 1995: Die Präsidentin (La regenta) (Fernsehdreiteiler)
- 1995: Dem Himmel so nah (A Walk in the Clouds)
- 1995: La ley de la frontera
- 1995: Eine ganz heiße Nummer (Boca a boca)
- 1997: Love Walked In
- 1997: Das Zimmermädchen der Titanic (La Femme de chambre du Titanic)
- 1998: Yerma
- 1999: Celos
- 1999: Volavérunt
- 2001: Mi dulce
- 2001: Hombres felices
- 2003: Ich habe keine Angst (Io non ho paura)
- 2003: Un homme, un vrai
- 2004: Der Maschinist (The Machinist)
- 2004: La puta y la ballena
- 2004: Los 80 (Fernsehserie, sechs Folgen)
- 2006: Animals ferits
- 2006: Backwoods – Die Jagd beginnt (Bosque de sombras)
- 2007: La carta esférica
- 2007: Oviedo Express
- 2008: Parlami d’amore
- 2009: The Frost
- 2011: Drifters – Die Versuchung meiner Schwester (Gli sfiorati)
- 2011: Maktub
- 2013–2016: Velvet (Fernsehserie, 55 Folgen)
- 2014: Buenos Dias, Prinzessin! (El club de los incomprendidos)
- 2015: Teresa (Fernsehfilm)
- 2017: Thi Mai, rumbo a Vietnam
- 2017–2019: Velvet Collection (Fernsehserie, 17 Folgen)
- 2019: La cinta de Alex
- 2021: Parallele Mütter (Madres paralelas)
- 2022: La Jefa – Die Chefin (La jefa)
- 2023: Mi otro Jon
- 2023: Que nadie duerma
- 2024: Atemlos (Respira) (Fernsehserie, acht Folgen)
- 2025: Tierra Baja

## Auszeichnungen (Auswahl)
Fotogramas de Plata
- 1992: Nominierung in der Kategorie Beste Fernsehdarstellerin für La huella del crimen
- 1996: Beste Fernsehdarstellerin für Die Präsidentin
- 1996: Nominierung in der Kategorie Beste Darstellerin für La ley de la frontera, Eine ganz heiße Nummer und Dem Himmel so nah
- 1998: Nominierung in der Kategorie Beste Darstellerin für Das Zimmermädchen der Titanic
- 1999: Nominierung in der Kategorie Beste Darstellerin für Sus ojos se cerraron y el mundo sigue andando
- 2000: Nominierung in der Kategorie Beste Darstellerin für Yerma, Celos und Volavérunt

Weitere
- 1994: Preis des Círculo de Escritores Cinematográficos in der Kategorie Beste Hauptdarstellerin für Havanera 1820
- 1996: Nominierung für den MTV Movie Award in der Kategorie Bester Filmkuss zusammen mit Keanu Reeves für Dem Himmel so nah
- 1996: Preis der spanischen Schauspielerunion in der Kategorie Beste Fernsehdarstellerin für Die Präsidentin
- 1998: Premio Turia in der Kategorie Beste Hauptdarstellerin für Das Zimmermädchen der Titanic
- 1999: Silberne Muschel beim Festival Internacional de Cine de San Sebastián in der Kategorie Beste Darstellerin für Volavérunt
- 2022: Premio Feroz in der Kategorie Beste Nebendarstellerin für Parallele Mütter
- 2022: Nominierung für den Goya in der Kategorie Beste Nebendarstellerin für Parallele Mütter
- 2025: Ehren-Goya